# 极速前进5
《极速前进5》（英語：The Amazing Race 5）是流行的真人秀电视系列剧极速前进的第五季。它由2004年7月6日在CBS开始播放，同年9月21日播放完毕。該節目拍攝日期是2004年1月25日，完結日期是2月27日。
在這季，有多個規則變更，詳細如下：
- 讓路 (Yield) - 這是新加入的規則，一隊參賽隊伍可選擇指定另一隊讓路，被指定一方須被強制停止比賽一段時間。這個規則會在每賽段最多出現一次，每隊在整個比賽只可使用讓路一次。
- 通行證減少 (Fast Forward Reduced) - 這季比賽只有兩賽段有通行證，成功奪得的隊伍可跳過其他任務，直接前往下一個提示站。相對於前四季，除尾段外，幾乎所有賽段都藏有通行證。
- 非淘汰提示站懲罰 (Non-elimination Penalty) - 從這季開始，包尾一隊抵達非淘汰提示站的隊伍雖同樣不會被淘汰，但須接受一項懲罰：隊伍會被沒身上所有的金錢，並且在下一賽段開始時也不會獲得任何金錢。

## 比賽結果
以下是各隊伍參賽結果：
| 隊伍             | 關係           | 分段比賽成績 | 分段比賽成績 | 分段比賽成績 | 分段比賽成績 | 分段比賽成績 | 分段比賽成績 | 分段比賽成績 | 分段比賽成績 | 分段比賽成績 | 分段比賽成績 | 分段比賽成績 | 分段比賽成績 | 分段比賽成績 | 路障完成數目         |
| 隊伍             | 關係           | <>1          | <>2          | <>3          | <>4          | <>5          | <>6          | <>7          | <>8#         | <>9ƒ         | <>10         | 11           | 12           | 13           | 路障完成數目         |
| ---------------- | -------------- | ------------ | ------------ | ------------ | ------------ | ------------ | ------------ | ------------ | ------------ | ------------ | ------------ | ------------ | ------------ | ------------ | -------------------- |
| Chip & Kim       | 已婚家長       | 8th*         | 8th          | 7th          | 1st          | 4th          | 2nd          | 1st          | 3rd          | 2nd          | 4th          | 1st>         | 2nd          | 1st          | Chip 10, Kim 1       |
| Colin & Christie | 情侶           | 7th          | 6th          | 1st          | 2nd          | 1stƒ         | 1st          | 2nd          | 1st          | 1st          | 1st          | 4th<         | 3rd          | 2nd          | Colin 9, Christie 1  |
| Brandon & Nicole | 模特兒情侶     | 6th          | 1st          | 3rd          | 5th          | 3rd          | 4th          | 4th          | 2nd          | 5th          | 3rd          | 3rd          | 1st          | 3rd          | Brandon 10, Nicole 1 |
| Linda & Karen    | 保齡母親       | 3rd          | 4th          | 6th          | 6th          | 7th          | 6th          | 3rd          | 4th          | 3rd          | 2nd          | 2nd          | 4th          |              | Linda 6, Karen 5     |
| Kami & Karli     | 雙胞胎         | 9th*         | 9th          | 5th          | 7th          | 6th          | 3rd          | 5th          | 5th          | 4th          | 5th          |              |              |              | Kami 5, Karli 4      |
| Charla & Mirna   | 堂／表姊妹     | 5th          | 2nd          | 2nd          | 4th          | 2nd          | 5th          | 6th          |              |              |              |              |              |              | Charla 4, Mirna 2    |
| Marshall & Lance | 兄弟           | 2nd          | 7th          | 8th          | 3rd          | 5th          | 7th+         |              |              |              |              |              |              |              | Marshall 1, Lance 4  |
| Bob & Joyce      | 互聯網情侶     | 4th          | 5th          | 4th          | 8th          |              |              |              |              |              |              |              |              |              | Bob 1, Joyce 2       |
| Jim & Marsha     | 軍人父親與女兒 | 10th         | 3rd          | 9th          |              |              |              |              |              |              |              |              |              |              | Jim 1, Marsha 1      |
| Alison & Donny   | 離離合合的情侶 | 1st          | 10th         |              |              |              |              |              |              |              |              |              |              |              | Alison 0, Donny 1    |
| Dennis & Erika   | 未婚夫婦       | 11th         |              |              |              |              |              |              |              |              |              |              |              |              | Dennis 0, Erika 0    |

- 红：該隊已被淘汰
- 底線藍：該隊最後抵達非淘汰提示站，表示所有金錢需被沒收，而於下一賽段起點亦不會獲發任何金錢
- 綠ƒ：該隊贏得通行證；而綠色的賽程號碼表示雖然該賽程有通行證但無隊伍使用
- 橙>：該隊指定讓路；<是被指定讓路的队伍；<>表示该赛段有讓路但無隊伍使用
- #：该赛段未播出路障
- *：Chip & Kim和Kami & Karli是头两支到达中继站的队伍，但他们没有按照要求在酒店外拿到绕道任务线索就直接进行绕道任务．所以他们要回到酒店外拿到绕道任务线索再回到中继站，致使他们的排名下滑到第八名和第九名
- +：Marshall & Lance在进行路障任务中，由于Marshall的膝伤原因加上已经是最后一名而放弃，所以Phil前往路障场地宣布他们被淘汰
- 本数据不包括未播出的路障。

## 每集標題語錄
每集均選出一名參賽者於集內說過的一句話作標題，下表列出各集標題，而標題名旁的為該發言的參賽者名稱。
1. Clearly, I'm More Intelligent than You – Alison
2. It Turned Ugly Just Now – Kami
3. I Got Electrocuted – Charla
4. Who Says Pageant Girls Don't Eat? – Brandon
5. Are You Good at Puzzles? – Brandon
6. Why Can't We Get a Camel? – Marshall
7. Are You Sure This is Safe? – Nicole
8. I'm Going to Jail – Colin
9. If You're Going to Whine, Just Shut Up! – Karen
10. If They're Screwing the Helmet to My Head, It Can't Be Good! – Linda
11. It's Okay, Run Them Over! – Christie
12. You've Just Made Me a Millionaire – Chip

## 賽段獎項
本獎項頒發給部分賽段的冠軍隊，下表列出該些賽段的獎項。
- 第1段 – 美國航空網站AA.com （页面存档备份，存于）贊助之夏威夷假期旅遊
- 第6段 - 美國航空網站AA.com贊助之異國墨西哥假期旅遊
- 第7段 - 美國航空網站AA.com贊助之陽光拉丁美洲假期旅遊
- 第8段 - 美國航空網站AA.com贊助之陽光加勒比假期旅遊
- 第9段 - 美國航空網站AA.com贊助之異國墨西哥假期旅遊
- 第10段 - 美國航空網站AA.com贊助之歐洲假期旅遊
- 第11段 - 美國航空網站AA.com贊助之夏威夷假期旅遊
- 第12段 - 美國航空網站AA.com贊助之陽光加勒比假期旅遊
- 第13段 – 100萬美元獎金

## 旅程
美国 →  乌拉圭 →   阿根廷 →  俄羅斯 →  埃及 →   →  坦桑尼亚 →  阿联酋 →  印度 →  新西兰 →  菲律賓 →  加拿大 →  美国

## 賽程摘要

### 第1段（美国 → 乌拉圭）

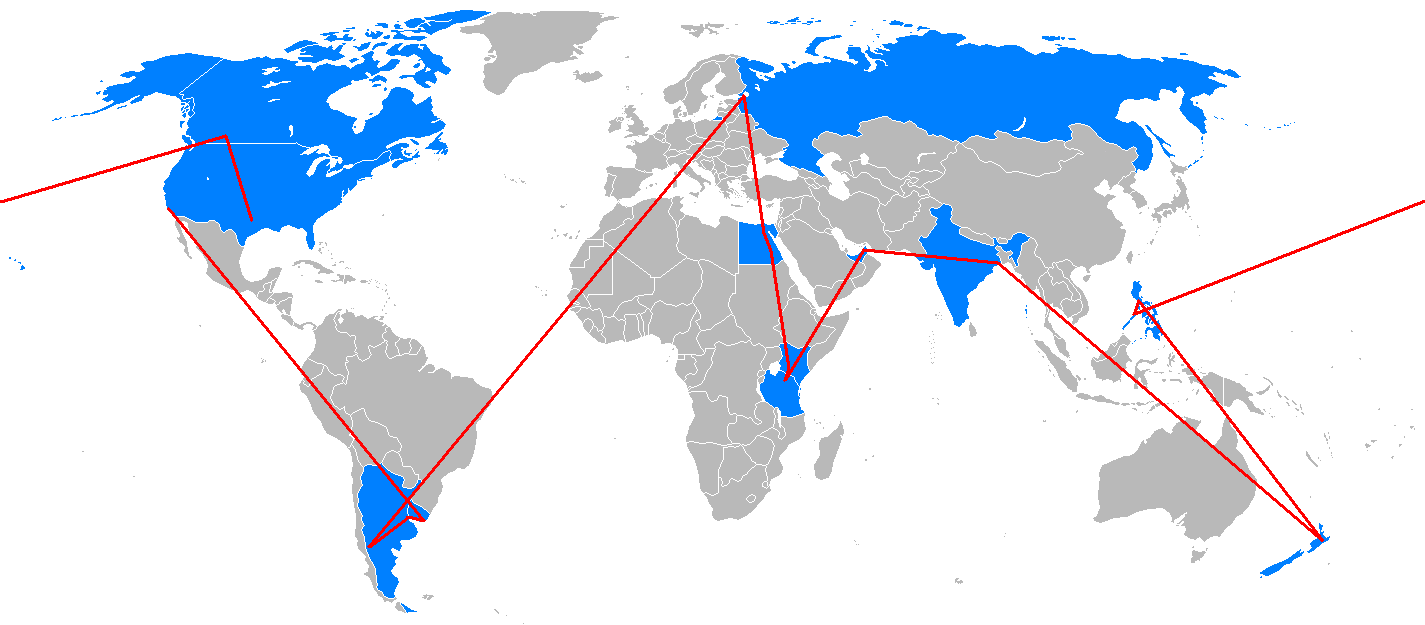
第五季路線圖。

- 美国加利福尼亚州圣莫尼卡（圣莫尼卡碼頭）（起點）
- 由 洛杉磯（洛杉磯國際機場）飛往  乌拉圭蒙得维的亚 (卡拉斯科国际机场)
- 蒙得维的亚 到 埃斯特角城
- 埃斯特角城 (沙雕：手)
- 戈里蒂岛 [AT1]
- 马尔多纳多 (冈萨雷斯肉食品公司) [AT2]
- 埃斯特角城（conrad酒店）
- Punta Ballena（Casa Pueblo （页面存档备份，存于））

繞道：游绳-队伍要前往酒店的顶层，从酒店的一端滑到对面，然后再从顶层滑落至泳池，之后在泳池里拿取下一条线索。
筹码-队伍要前往酒店赌场，用20个筹码赌轮盘，一旦猜中就能获得下一条线索。（注：如果筹码赌光仍未猜中，他们还是要选择“游绳”。）
附加任務：
- [AT1]：乘轮渡到达戈里蒂岛后，队伍要在树林里找到三班不同时间的船票(8:00,8:30,9:00),一旦撕下，就不得更换。
- [AT2]：到达冈萨雷斯肉食品公司后，队伍要搬55磅重的牛排，步行送往班英里外的肉食店，之后用牛排换取下一条线索。

### 第2段（乌拉圭 → 阿根廷）
- 蒙特維的亚 (Shake Mega 舞厅)[AT1]
- 蒙特維的亚(科洛尼亞德爾薩克拉門托渡輪碼头) 到 阿根廷布宜諾斯艾利斯(布宜諾斯艾利斯碼头)
- 布宜諾斯艾利斯（瑞科莱塔公墓—貝隆夫人墓地）
- 圣安东尼奥·德·阿莱科(La Estancia La Invernada)
- 圣安东尼奥·德·阿莱科(La Porteña)

绕道：遛狗-一名队员负责照顾八条狗，另一名队员用地图指引前往多个地点，最后队伍要前往一座雕像就可以获得下一条线索。
探戈-队伍要前往一家剧院，然后在跳探戈的男士中找到图片中的人,找对了就能获得下一条线索找错就得重头再来。
路障：一名队员进入牛栏后，在不推撞阻拦牛的情况下，取下牛脖子上的围巾。完成后，队伍要乘坐马车前往中继站。
附加任務：
- [AT1]：到达Shake Mega 舞厅后，在海一般的泡沫里找到气球，下一条线索就在气球里。但不是所有的气球都有。

### 第3段（阿根廷）
- 布宜诺斯艾利斯（Jorge Newbery 机场）到 聖卡洛斯-德巴里洛切(聖卡洛斯-德巴里洛切机场)
- 聖卡洛斯-德巴里洛切（民政中心；市長辦工室）[AT1]
- 聖卡洛斯-德巴里洛切（巧克力工廠）
- 聖卡洛斯-德巴里洛切（Villa Catedral （页面存档备份，存于））
- Bahia Lopez

路障：一名队员进入工厂，在近11000颗巧克力当中找到20颗里面是白色的其中一个。找到后，用该巧克力换取下一条线索。
绕道：滑翔-队员要从5000英尺高的山上一前一后滑下山。当队伍到达山脚后，就能获得下一条线索。单车-队伍要骑山地车骑下同一座山。当队伍到达山脚后，就能获得下一条线索。
附加任务
- [AT1]：到达聖卡洛斯-德巴里洛切后，队伍要驾车前往民政中心找到市长办公室，下一条线索由市长给出。

### 第4段（阿根廷 → 俄羅斯）
- 聖卡洛斯巴瑞洛切(聖卡洛斯巴瑞洛切巴士站) 到 布宜諾斯艾利斯（雷蒂罗巴士站）
- 由 布宜諾斯艾利斯（埃塞薩皮斯塔里尼部長國際機場）飛往  俄羅斯聖彼得堡（普尔科沃机场）
- 聖彼得堡（阿芙樂爾號巡洋艦）
- 聖彼得堡（青铜骑士）
- 普希金 (古塔餐厅)
- 普希金（凱撒琳宮）

繞道：拦五球-队伍要前往一家冰上球棍球场，换上专业服装后，他们要拦住由职业运动员射出的五个球，之后就能获得下一条线索。
喝一杯-各队要前往一座宫殿，按照当地传统每名队员要用军刀托着装满伏特加的酒杯一饮而尽，之后就能获得下一条线索。
路障：一名队员要吃完一公斤的鱼子酱，吃完后就可以与队友乘坐马拉雪橇前往中继站。

### 第5段（俄羅斯 → 埃及）
- 普希金（普希金车站）到 圣彼得堡（维捷布斯克站）
- 聖彼得堡（爱尔米塔什博物馆）[AT1]
- 由 聖彼得堡（普尔科沃机场）飛往 埃及開羅（開羅國際機場）
- 開羅（開羅塔）
- 吉薩（吉萨高地，奥西里斯矿井）[AT2]
- 吉薩（吉萨高地，金字塔）
- 吉薩（狮身人面像）

通行证：队伍要前往法老村，找到一口石棺，再乘船前往神殿交给祭祀就能获得通行证。
路障：一名队员要进入矿井，在水坑那里找到袋子，把它带上来交给埃及学家。
绕道：搬石-队伍要使用古老工具，将600磅重的石头搬过球场大的沙地，之后就能获得下一条线索。骆驼-队伍要骑着马，牵背着地毯的骆驼走一英里的路交给地毯商人，用地毯换取下一条线索。
附加任務：
- [AT1]：到达爱尔米塔什博物馆后，他们要在众多的画作里找到伦勃朗的名画《浪子回头》，找到后就能获得下一条线索。
- [AT2]：完成路障后，埃及学家会交给他们一张地图，然后用路障得到的袋子里的拼图，把拼图拼在指定位置，最后他们会发现一个缺口，把缺口用蜡笔图一下就是下一个目的地。

### 第6段（埃及）
- 吉薩（金字塔）
- 由 開羅（开罗国际机场）飛往 卢克索（卢克索国际机场）
- 卢克索（卡纳克神庙）
- 卢克索（哈布神廟）
- 卢克索（鱷魚島）

繞道：赶-队伍要乘坐马车前往一座香蕉岛，将10只羊放上传统帆船并乘船到尼罗河对岸，用这10头羊换取下一条线索。
拉-队伍同样乘坐马车前往一座农场，然后用传统的方式打水，注满水壶后骑驴前往另一座农场把水倒到大水壶里直到指示线就能获得下一条线索。
路障：一名队员要选择一个挖掘池，用挖掘工具挖出圣甲虫，之后用圣甲虫换取下一条线索。

### 第7段（埃及 → 肯尼亞 → 坦桑尼亚）
- 由 卢克索（卢克索国际机场）飛往 肯尼亞内罗毕（乔莫·肯雅塔国际机场）[AT1]
- 内罗毕（乔莫·肯雅塔国际机场）飛往 坦桑尼亚乞力马扎罗区（乞力马扎罗国际机场）
- 乞力马扎罗区 到 姆托瓦姆布
- 基比翁尼 (卡瓦沙酒店) [AT2]
- 曼雅拉湖瞭望台

绕道：采蜂蜜-队伍要骑自行车前往养蜂场，穿上保护衣，在蜂巢里合力采两公斤蜂蜜就能获得下一条线索。
搬家具-队伍要找到一家家具店，将两把椅子放在手推车上，队伍要送往两个不同的地址。送到后要收收据再回到家具店，用两张收据换取下一条线索。
路障：一名队员要烹饪并吃完非洲传统美食--鸵鸟蛋，只有吃完才能获得下一条线索。
附加任務：
[AT1]:到达乔莫·肯雅塔國際機場后,队伍要前往做有标记的柜台,登记前往乞力马扎罗三班包机的其中一班.
[AT2]:完成路障后，队伍要通过滑索前往中继站。

### 第8段（坦桑尼亚 → 阿联酋）
- 由 吉力馬札羅区（吉力馬札羅国际機場）飛往  肯尼亞内罗毕（乔莫·肯雅塔国际机场）[AT1]
- 由 内罗毕（乔莫·肯雅塔国际机场）飛往  阿联酋杜拜（杜拜國際機場）
- 杜拜（帆船酒店）
- 杜拜（帆船酒店停機坪）（购物任务，未于电视上暴光）
- Margham（Margham Dunes）[AT2]
- Margham(沙漠綠洲)

绕道：天空-各队要前往航空会，从10000英尺的高空跳伞，当两名队员都降落在沙漠里就能获得下一条线索。（注：但只有一支队伍可执行跳伞，其他队伍要等待45分钟）。
陆地-各队要驾驶四驱车行驶6英里。当到达终点后，就能获得下一条线索。
附加任務
[AT1]：在吉力馬札羅国际機場，队伍要在三班飞往内罗毕的班机的其中一班签到，每班间隔30分钟。
[AT2]：完成绕道后，队伍要骑上骆驼，通过GPS指引牧人牵引骆驼前往中继站。

### 第9段（阿联酋 → 印度）
- 杜拜（疯狂河道水上乐园）[AT1]
- 由 杜拜（杜拜國際機場）飛往 印度加尔各答（内塔吉·苏巴斯·钱德拉·鲍斯国际机场）
- 加尔各答（薩希德塔）
- Garia (世界砖厂)
- Garia(Garia Station) 到 加尔各答（Sealdah Station）
- 加尔各答（维多利亚纪念堂）

通行证：队伍要前往一座寺庙，参与一项印度教徒一生至少要做一次的事情--剃头，当两名队员剃光后，就可赢得通行证。
路障：一名队员要用传统模子制作出20块砖，当做好的20块砖得到满意后就能获得下一条线索。
绕道：重但短-队伍要前往10英里外的地区，将没有引擎的出租车推行半英里到一家车房就能获得下一条线索。
轻但长-各队要前往花市并找到一家做有标记的花店，在那里老板会给一竖花环，拿着花环到恒河将花环扔进恒河祈福就能获得下一条线索。
附加任務：
[AT1]：到达疯狂河道水上乐园后，队伍要滑下108英尺高的水滑梯，当两名队员都滑下来后就能获得下一条线索。

### 第10段（印度 → 新西兰）
- 由 加爾各答 (内塔吉·苏巴斯·钱德拉·鲍斯国际机场) 飛往 新西兰奧克蘭（奧克蘭國際機場）
- 羅托魯阿（羅托魯阿博物館 （页面存档备份，存于））
- 羅托魯阿（马他柏拉农场）

绕道：清洁-各队要驱车前往一座瀑布，参与在新西兰的一项极限运动--“滑雪橇”队伍要手拿“雪橇”滑下一英里的河道就能获得下一条线索。
肮脏-各队要驱车前往“地狱门”，在一大片泥地里找到下一条线索。
路障：一名队员要给悠波球充气，然后进入悠波球内随着球体滚下山，之后再踏球到达红线，就可以和队友前往中继站。

### 第11段（新西兰 → 菲律宾）
- 奧克蘭（西莫文码头）[AT1]
- 由 奧克蘭（奧克蘭國際機場）飛往 菲律宾馬尼拉（尼诺伊·阿基诺国际机场）
- 卡维特 (汽车公司) [AT2]
- 维多利亚(巨鸭雕像)
- 馬尼拉（椰子宮）

路障：一名队员要爬上海港大桥的主梁，然后沿着金属板走到另一端获得线索，之后再跳下主梁与队友回合。
绕道：耕田-各队要在指定的田地耕田，直到找到连接下一条线索的绳子。放鸭-各队要赶1000只鸭让鸭子游到另一个栏就能获得下一条线索。
附加任務：
[AT1]:到达西莫问码头后,队伍要在众多游艇里找到名叫"Hydroflow"的游艇，摇动标记手柄从而降下下一条线索。
[AT2]:到达汽车公司后，各队要装饰吉普尼，装饰完成后就能获得下一条线索。

### 第12段（菲律宾）
- 馬尼拉（黎刹公园）
- 馬尼拉 (A Soriano Aviation)[AT1]
- 馬尼拉（尼诺伊·阿基诺国际机场）到 巴拉望愛妮島（愛妮島机场）
- 愛妮島（爱妮岛码头）[AT2]
- 愛妮島（三座无名小岛）[AT3]
- 愛妮島（做有标记的岛屿）[AT4]
- 愛妮島（娜靜島）

路障：一名队员要用上升器爬上150英尺高的礁湖壁，到达顶端后就能获得下一条线索。
附加任務：
[AT1]：到达A Soriano Aviation后，队伍要登记两班飞往愛妮島的班机（10：45 11：30am）。
[AT2]：到达爱妮岛码头后，船夫会载队伍前往装有下一线索的浮标。
[AT3]：在三座小岛之间，找到插有正确菲律宾国旗的岛屿就能获得下一条线索。
[AT4]：到达后潜水找到四个蛤蜊中的一个就能获得下一条线索。

### 第13段（菲律宾 → 加拿大→ 美国）
- 愛妮島（愛妮島机场）到 加拿大卡尔加里（卡尔加里國際機場）
- 班夫 （購物任務，未於電視上暴光）
- 班夫國家公園（班夫溫泉酒店外） （未於電視上暴光）
- 班夫國家公園（阳光山滑雪场瞭望山）[AT1]
- 卡尔加里（奧林匹克公園）
- 由 卡爾加里（卡尔加里國際機場）飛往 美國德克薩斯州達拉斯（沃思堡國際機場）
- 沃思堡（沃思堡牧場）[AT2]
- 達拉斯（崔梅爾克羅公園）

绕道：雪橇-队伍要在34秒内用双人雪橇滑下专业雪橇赛道，如果能在指定时间完成就能获得下一条线索。若失败，就得从头再来。
单车-队伍要骑上单车在3分钟的时间内冲下雪坡并绕过绕过障碍，如果能在指定时间完成就能获得下一条线索。若失败，就得从头再来。
附加任務：
[AT1]:到达阳光山滑雪场瞭望山后，队伍要穿上雪鞋爬上大陆分水岭顶端就能获得下一条线索。
[AT2]:到达沃思堡牧場后队伍要取下自己照片下方的钥匙，走进迷宫找到写有自己队名的1号箱将1号箱里的照片贴在墙上，之后再进入迷宫寻找2号箱，2号箱里装着的是打开玻璃盒的钥匙。第二次走出迷宫后，就可以打开玻璃盒，取得最后线索。